# Pim
Pim ist als Kurzform von Willem ein niederländischer männlicher Vorname und als weiblicher Vorname oder Abkürzung für „Pimjai“ oder „Pimporn“ in der thailändischen Sprache gebräuchlich.

## Namensträger
- Pim Fortuyn (1948–2002), niederländischer Soziologe, Publizist und Politiker
- Pim Doesburg (1943–2020), niederländischer Fußballspieler
- Pim Jacobs (1934–1996), niederländischer Jazz-Pianist
- Pim Kiderlen (1868–1931), niederländischer Radsportler
- Pim Lier (1918–2015), niederländischer Jurist und Rechtsanwalt, Halbbruder von Königin Juliana
- Pim Ligthart (* 1988), niederländischer Radrennfahrer
- Pim van Lommel (* 1943), niederländischer Arzt und Wissenschaftler
- Pim Mulier (1865–1954), niederländischer Sportfunktionär und Journalist
- Pim Verbeek (1956–2019), niederländischer Fußballtrainer